# Lipaleyrodes
Lipaleyrodes es un género de insectos hemípteros de la familia Aleyrodidae, subfamilia Aleyrodinae. El género fue descrito primero por Takahashi en 1962.

## Especies
La siguiente es la lista de especies pertenecientes a este género.
- Lipaleyrodes atriplex (Froggatt, 1911)
- Lipaleyrodes breyniae (Singh, 1931)
- Lipaleyrodes crossandrae David & Subramaniam, 1976
- Lipaleyrodes emiliae Chen & Ko, 2006
- Lipaleyrodes euphorbiae David & Subramaniam, 1976
- Lipaleyrodes hargreavesi (Corbett, 1935)
- Lipaleyrodes leguminicola (Takahashi, 1942)
- Lipaleyrodes phyllanthi Takahashi, 1962
- Lipaleyrodes vernoniae David & Thenmozhi, 1995